# Maria Meglicka

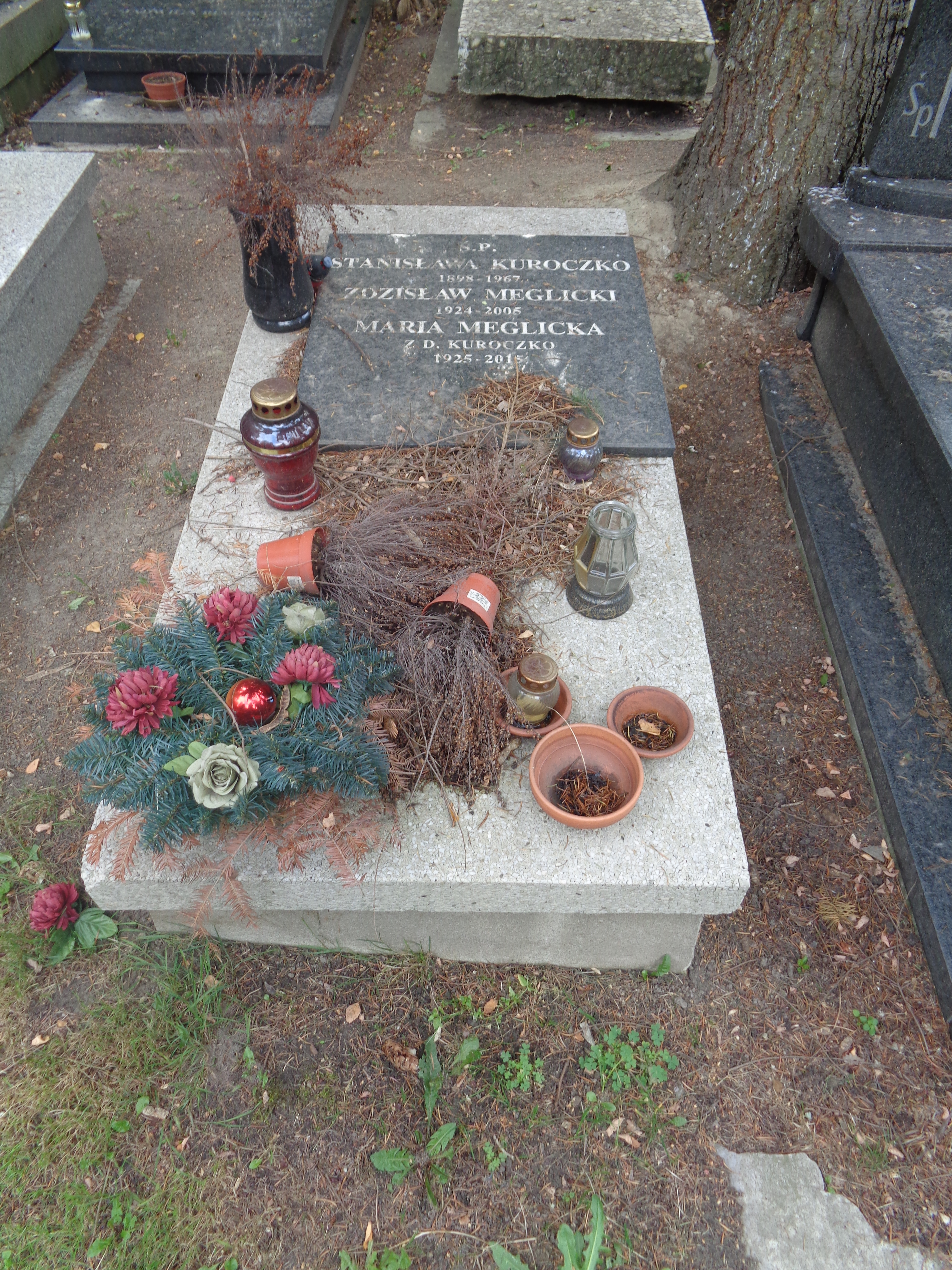
Grób Marii Meglickiej na Cmentarzu Wojskowym na Powązkach

Maria Meglicka (ur. 1925, zm. 15 kwietnia 2015) – polska historyk ruchu robotniczego.

## Życiorys
Córka z drugiego małżeństwa Eustachego Kuroczko. Pracowała w Zakładzie Historii Partii przy KC PZPR. Po rozwiązaniu Zakładu Historii Partii przeszła do Centralnego Archiwum KC PZPR. Doktorat (Prasa Komunistycznej Partii Robotniczej Polski 1918-1923) obroniła 23 kwietnia 1966 pod kierunkiem Henryka Jabłońskiego. Obszarem jej badań była historia prasy ruchu robotniczego. Pochowana została 21 kwietnia 2015 na cmentarzu Powązki Wojskowe (kwatera K-19-13). Autorka haseł w Słowniku biograficznym działaczy polskiego ruchu robotniczego.

## Publikacje
- Prasa Komunistycznej Partii Robotniczej Polski 1918-1923, Warszawa: „Książka i Wiedza” 1968.
- Warszawa - krajowe centrum wydawnicze KPP [w:] Warszawa II Rzeczypospolitej 1918-1939, Warszawa 1972, z. 4, s. 224-244.
- (przekład) Berthold Puchert, Działalność niemieckiej IG Farbenindustrie w Polsce: problemy polityki gospodarczej faszyzmu niemieckiego w okupowanej Polsce w latach 1939–1945 ze szczególnym uwzględnieniem IG Farbenindustrie AG, przeł. Teodor Ładyka i Maria Meglicka, Warszawa: „Książka i Wiedza” 1973.
- Historia międzynarodowego ruchu robotniczego 1848-1975: wybór dokumentów. Cz. 1: Do 1939 roku, wybór dokumentów, komentarz oraz kalendarium wydarzeń Tadeusz Godlewski, Maria Meglicka, Warszawa: Krajowa Agencja Wydawnicza 1975.
- Władysław Stein - Antoni Krajewski, „Z Pola Walki”, 1977, nr 3 (79), s. 154-181.